# Thala Barivat
Thala Barivat är ett distrikt i Kambodja.   Det ligger i provinsen Stung Treng, i den centrala delen av landet, 250 km norr om huvudstaden Phnom Penh.